# Havergal Brian
Havergal Brian (născut William Brian; n. 29 ianuarie 1876, Stoke-on-Trent, Anglia, Regatul Unit al Marii Britanii și Irlandei – d. 28 noiembrie 1972, Shoreham-by-Sea, Anglia, Regatul Unit) a fost un compozitor englez de muzică clasică.

## Compoziții
Brian a devenit cunoscut pentru numeroasele simfonii pe care le-a scris. La sfârșitul vieții,  a compus 32 de simfonii, un număr mare pentru un compozitor de la Mozart și Haydn încoace. A compus 14 dintre simfonii între 80 și 90 de ani. 
Mai este cunoscut pentru creativitatea sa. Chiar și acum, nicio creație de-a sa nu este interpretată cu regularitate, dar puțini dintre compozitorii care au fost uitați după o perioadă de succes, au continuat în aceeași manieră ambițioasă de a crea compoziții cât mai elaborate. 

## Biografie
William Brian (a adoptat numele „Havergal” de la o familie locală de scriitori de imnuri). S-a născut în Dresden, un district al Stoke-on-Trent, și a făcut parte dintr-un  grup mic de compozitori care și-au depășit condiția, provenind din clasa muncitoare. După ce a absolvit o școală elementară, a avut dificultăți în a-și găsi ceva de lucru, așa că a devenit autodidact în domeniul muzicii. După un timp, a devenit organist la Odd Rode Church, la limita cu comitatul Cheshire. În 1895, a auzit un cor repetând King Olaf de Edward Elgar, a audiat și primul lor concert, și a devenit un admirator al noii muzici compuse de Richard Strauss și de alți compozitori ai vremii. Prin participarea neîntreruptă la festivaluri de muzică, a devenit prieten pe viață cu compozitorul contemporan Granville Bantock (1868-1946)
În 1907, prima lui „Suită englezească” a atras atenția lui Henry J. Wood, care a interpretat-o la banchetele din Londra. A fost un succes, iar Brian a obținut interpretări pentru viitoarele lucrări orchestrale. De ce nu a reușit să-și păstreze succesul este o problemă de discutat, dar probabil se datorează timidității cu străinii și lipsei de încredere în sine. Oricare ar fi explicația, ofertele pentru interpretări au scăzut.